# Gare d'El Outaya
La gare d'El Outaya est une gare ferroviaire algérienne située sur le territoire de la commune d'El Outaya, dans la wilaya de Biskra, au nord-est du Sahara algérien.

## Situation ferroviaire
La gare est située au nord de la ville d'El Outaya, sur la ligne d'El Guerrah à Touggourt. Elle est précédée de la gare de Manbaa El Ghozlane et suivie de celle de Biskra.

## Service des voyageurs

### Desserte
La gare d'El Outaya est desservie par :
- les trains grandes lignes de la liaison Alger - Touggourt[1],[2],[3] ;
- les trains régionaux de la liaison Constantine - Biskra[4],[5],[6].